# Eucosmophora paraguayensis
Eucosmophora paraguayensis is een vlinder uit de familie van de mineermotten (Gracillariidae). De wetenschappelijke naam van de soort werd voor het eerst geldig gepubliceerd in 2005 door Davis & Wagner.